# Mlýn

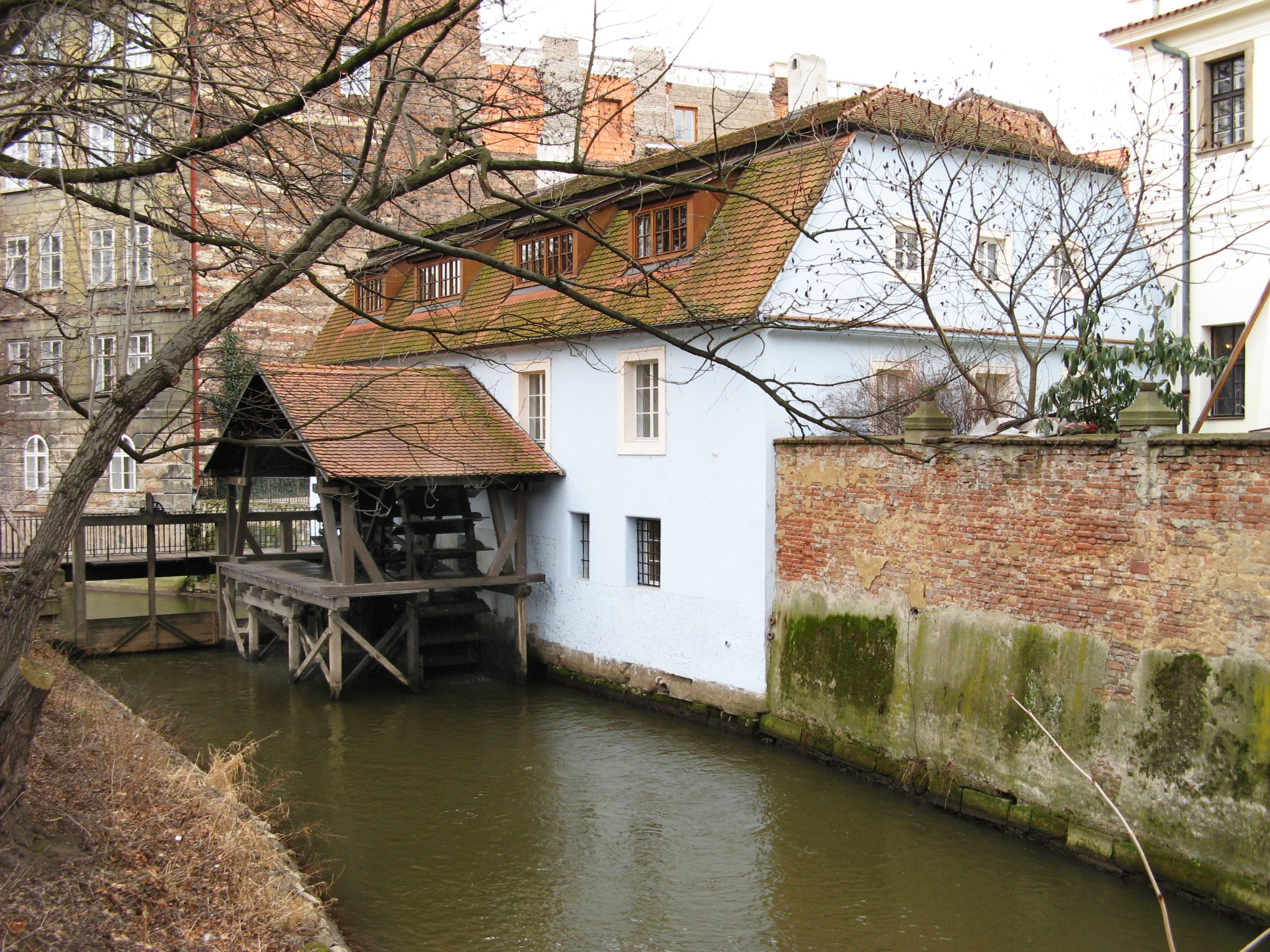
Vodní mlýn Huť v Praze na Čertovce

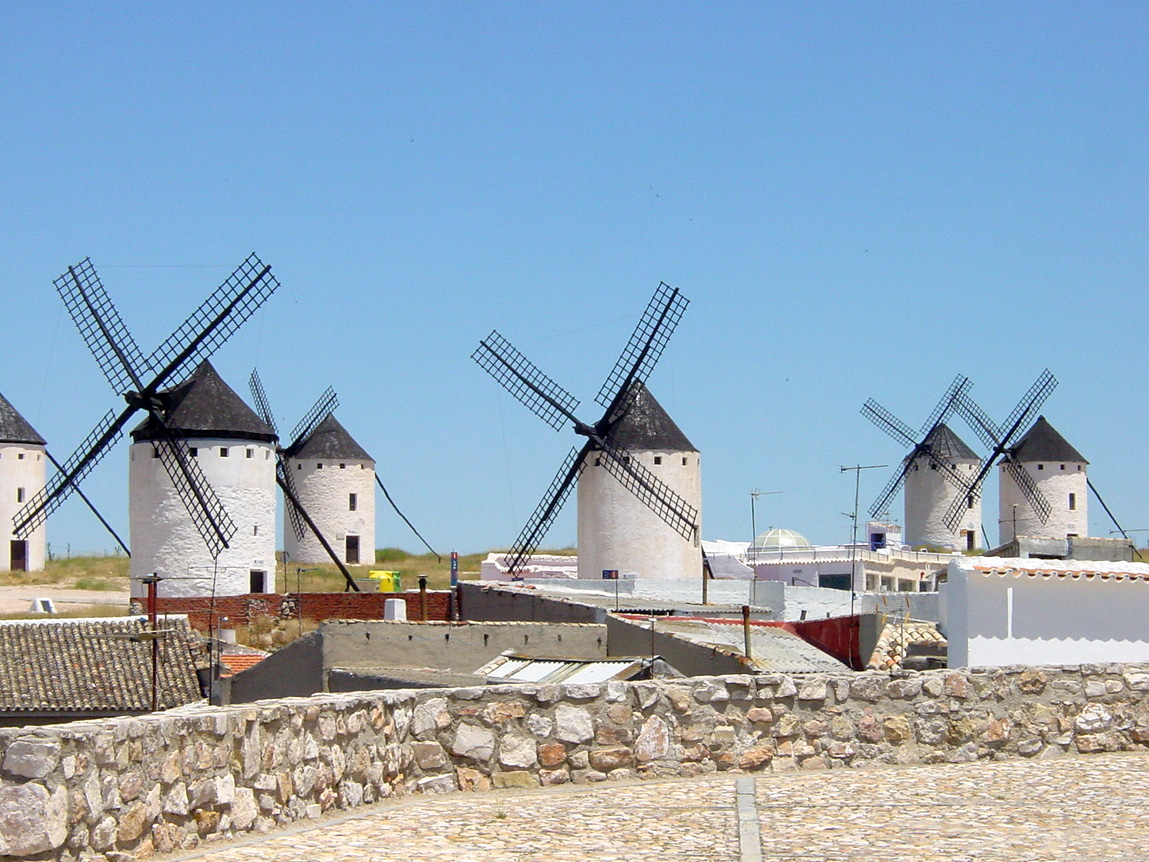
Větrné mlýny ve Španělsku

Mlýn je budova a technologické zařízení, sloužící k mletí obilí na mouku a ostatní produkty nebo k mletí rudy (kulový mlýn), popřípadě jiných potravinářských či průmyslových surovin (kolový mlýn). Uvnitř této budovy je umístěn mlecí stroj, který tuto činnost vykonává, zpravidla válcové stolice nebo mlýnské kameny, používané v minulosti. Ve mlýně, pro dosažení požadované kvality a typu výsledných produktů musí být kromě pohonného zařízení a rozvodů také ostatní mlýnské stroje. Jedná se o stroje na čištění zrna (aspiratér, tarár, žejbro, koukolník – trieur ad.) na loupání zrna – loupačky, třídění rozemletých produktů – vysévače, dále pak čištění a třídění krupice – reforma. K dopravě slouží kapsové a šnekové dopravníky nebo pneumatické – vzduchové zařízení. Mlecí proces ve mlýně lze velmi zjednodušeně zařadit do těchto okruhů: čištění zrna, loupání zrna, mletí (rozemílání, šrotování, vymílání, domílka), třídění (vysévání), čištění krupice a popřípadě ještě dodatečné úpravy např. míchání.
Rozeznáváme několik základních druhů mlýnů, které jsou členěny zejména podle druhu energie, jež je pohání:
- vodní mlýn – tento druh mlýna je poháněn vodním tokem a může být dále rozlišován podle druhu náhonu, který žene mlýnské kolo.

Od poslední čtvrtiny 19. století byly rozšířeným pohonem vodních mlýnů turbíny.
- - horní náhon (vrchní voda) – voda dopadá na lopatky mlýnského kola shora.
  - dolní náhon (spodní voda) – voda teče pod kolem, kde působí na lopatky. (V Čechách se stavěly přibližně do roku 1400.[1])
  - střední voda – vodní kola se středním nátokem

Ve středověku byly používány dva typy vodního mlýna:
1) člunový – mlýnské kolo bylo umístěno mezi dva čluny. Často používáno na velkých řekách, kde byly se břehem spojeny lávkou. Úpadek nastal s rozvojem technologií a nárůstem říční dopravy.
2) zděný – v dnešní době stále přetrvávající, mlýn byl vystavěn ve zděné budově u vodního zdroje.
- větrný mlýn – mlýn je poháněn větrem, který se opírá do lopatek větrného mlýna. Typickým krajem větrných mlýnů je Nizozemsko (což je ale poněkud zavádějící, protože značná část těchto mlýnů jsou ve skutečnosti větrem hnaná vodní čerpadla).
- parní mlýn – pohon zabezpečuje parní stroj. První parní mlýn v Rakouském císařství byl otevřen v Telči Jakubem Langem roku 1807 spolu s jeho textilní továrnou.
- mlýn na elektrický pohon – současný pohon válcových mlýnů.